# Île Blind
L'île Blind (en anglais : Blind Island) est une des îles Malouines (en anglais : Falkland Islands; en espagnol : Islas Malvinas).